# Square Auguste-Mariette-Pacha
Square Auguste-Mariette-Pacha är en park vid Collège de France i Quartier de la Sorbonne i Paris 5:e arrondissement. Parken är uppkallad efter den franske egyptologen Auguste Mariette (1821–1881). Parken anlades 1910 och namngavs åt Auguste Mariette 1983. I parken står ett träd – Phellodendron amurense – planterat 1925.

## Omgivningar
- Saint-Nicolas-du-Chardonnet
- Saint-Séverin
- Collège de France
- Sorbonne
- Square Michel-Foucault
- Square Paul-Painlevé

## Bilder
| - Auguste Mariette. - Skylt. |

| - Collège de France. - Saint-Nicolas-du-Chardonnet. - Saint-Séverin. |

## Kommunikationer
- Tunnelbana – linje  – Maubert – Mutualité
- Tunnelbana – linje  – Cluny – La Sorbonne
- Busshållplats Collège de France – Paris bussnät, linje 63 86

### Webbkällor
- ”Squares Auguste-Mariette-Pacha et Michel-Foucault”. Paris.fr. 8 mars 2021. https://www.paris.fr/equipements/squares-auguste-mariette-pacha-et-michel-foucault-2445. Läst 28 april 2021.
- ”Le square Auguste-Mariette-Pacha”. Les rues de Paris. http://www.parisrues.com/rues05/paris-05-square-auguste-mariette-pacha.html. Läst 28 april 2021.